# Nazionale maschile di pallacanestro del Niger
La nazionale di pallacanestro del Niger è la rappresentativa cestistica del Niger ed è posta sotto l'egida della Federazione cestistica del Niger.
Ha preso parte ai FIBA AfroBasket 1968 giungendo ottava.

## Piazzamenti

### Campionati africani
- 1968 - 8°